# Lun’gwiye jezik
Lun’gwiye jezik (principski; principense, “moncó”; ISO 639-3: pre), jezik Principljana, malenog naroda s otoka Principa kojeg govori oko 200 ljudi (1999 SIL) od 1 558 etničkih.
Principski jezik temelji se na portugalskom i jedan je od tri nacionalna jezika afričke otočne države Sveti Toma i Princip. Pripadnici etničke grupe većinom govore portugalski.

## izvori
1. ↑  Ethnologue (16th)

## Vanjske poveznice
- Ethnologue (14th)
- Ethnologue (15th)